# Angelica Bengtsson
Angelica Bengtsson (Suecia, 8 de julio de 1993) es una atleta sueca, especialista en la prueba de salto con pértiga en la que llegó a ser medallista de bronce europea en 2016.

## Carrera deportiva
En el Campeonato Europeo de Atletismo de 2016 ganó la medalla de bronce en el salto con pértiga, con un salto por encima de 4.65 metros, siendo superada por la griega Ekaterini Stefanidi que con 4.81 m batió el récord de los campeonatos, y la alemana Lisa Ryzih (plata con 4.70 m).